# Тетерин, Олег Иванович
Оле́г Ива́нович Тете́рин (род. 26 сентября 1942) — советский и российский африканист, переводчик и журналист. Кандидат исторических наук. Первый заместитель главного редактора журнала «Азия и Африка сегодня».

## Биография
В 1967 году окончил Институт восточных языков при МГУ им. М. В. Ломоносова, группа суахили.
В 1965—1966 годы переводчик суахили группы советских военных специалистов на Занзибаре (Танзания).
В 1967—1973 годы — аспирант, младший научный сотрудник в Институте Африки АН СССР. Одновременно работал внештатным переводчиком суахили в Комитете молодёжных организаций СССР.
В 1973 году перешёл в Агентство печати «Новости», где работал редактором, затем редактором-консультантом.
В 1974—1978 годы — внештатный переводчик суахили на переговорах в Международном отделе ЦК КПСС.
В 1978—1982 годы — заведующий Бюро АПН в Танзании.
В 1985—1990 годы — заведующий Бюро АПН в Уганде и корреспондент АПН в Руанде и Бурунди.
В 1999—2000 годы — начальник пресс-службы Министерства по делам СНГ.
В 2001—2002 годы — первый секретарь посольства РФ в Эфиопии.
С 2003 года — первый заместитель главного редактора журнала «Азия и Африка сегодня».